# Maximilian Klostermeier
Maximilian Klostermeier (* 1995 oder 1996 in Deutschland) ist ein professioneller dänisch-deutscher Pokerspieler. Er ist zweifacher Braceletgewinner der World Series of Poker.

## Pokerkarriere

### Werdegang
Klostermeier erzielte seine erste Geldplatzierung bei einem Live-Turnier im Januar 2019 beim partypoker Grand Prix Germany im King’s Resort in Rozvadov. Er war im Juli 2019 erstmals bei der World Series of Poker im Rio All-Suite Hotel and Casino am Las Vegas Strip erfolgreich und gewann ein Turnier der Variante Pot Limit Omaha. Dafür setzte sich der Deutsche gegen 1129 andere Spieler durch und sicherte sich ein Bracelet sowie eine Siegprämie von knapp 180.000 US-Dollar. Ende November 2021 entschied er in derselben Variante ein Event der World Series of Poker Europe im King’s Resort für sich und erhielt sein zweites Bracelet sowie den Hauptpreis von mehr als 200.000 Euro. Seitdem blieben größere Turniererfolge aus.
Insgesamt hat sich Klostermeier mit Poker bei Live-Turnieren knapp 500.000 US-Dollar erspielt.

### Braceletübersicht
Klostermeier kam bei der WSOP zweimal ins Geld und gewann zwei Bracelets:
| Jahr   | Buy-in | Turnier                | Teilnehmer | Preisgeld |
| ------ | ------ | ---------------------- | ---------- | --------- |
| 2019 E | 1500 $ | Pot-Limit Omaha Bounty | 1130       | 177.823 $ |
| 2021 E | 5000 € | Pot Limit Omaha        | 0184       | 204.010 € |